# Cubo de la Solana
Cubo de la Solana bezeichnet einen Ort und eine Gemeinde (municipio) mit 163 Einwohnern (Stand: 2024) im Süden der Provinz Soria in der Autonomen Gemeinschaft Kastilien-León. Zur Gemeinde gehören noch weitere vier Weiler (Almarail, Ituero, Lubia, Rabanera del Campo) und das inzwischen verlassene Riotuerto. Die katholische Kirchengemeinde gehört zum Bistum Osma-Soria.

## Lage
Der Ort Cubo de la Solana liegt in der von Felsen und Hügeln durchsetzten Hochebene im Zentrum der Provinz Soria in einer Höhe von ca. 990 Metern ü. d. M. Die Entfernung zur nördlich gelegenen Provinzhauptstadt Soria beträgt ca. 23 Kilometer (Fahrtstrecke). Der kleine aber historisch bedeutsame Ort Almazán liegt nur etwa 18 Kilometer in südwestlicher Richtung entfernt.

## Bevölkerungsentwicklung
| Jahr      | 1960 | 1970 | 1981 | 1991 | 2001 | 2010 |
| Einwohner | 540  | 482  | 413  | 296  | 241  | 210  |

In der ersten Hälfte des 20. Jahrhunderts hatte die Gemeinde meist zwischen 580 und 750 Einwohner. Die zunehmende Mechanisierung der Landwirtschaft und der daraus resultierende Verlust an Arbeitsplätzen haben in hohem Maße zu dem deutlichen Rückgang der Bevölkerung in den letzten Jahrzehnten beigetragen.

## Wirtschaft
Die Gemeinde lebte jahrhundertelang ausschließlich vom Getreideanbau (Gerste und Weizen), der hauptsächlich für die Selbstversorgung betrieben wurde; auch Viehhaltung (Schafe, Ziegen, Hühner) fand in geringem Maße statt. Der Ort Cubo de la Solana diente als merkantiles, handwerkliches und kulturelles Zentrum für die inzwischen zumeist verschwundenen Weiler und Einzelgehöfte in seiner Umgebung. Heute spielt die Landwirtschaft immer noch die wichtigste Rolle, doch sind auch geringfügige Einnahmen aus dem Tourismus (Vermietung von Ferienwohnungen) zu verzeichnen.

## Geschichte
Auf dem Gemeindegebiet wurden Spuren eines keltiberischen Ringwalls (castrum) entdeckt; in der Römerzeit führte eine Straße durch die Gegend. Nach der arabisch-maurischen Eroberung entvölkerten sich weite Gebiete im Norden der Iberischen Halbinsel. Im 10. Jahrhundert begann unter dem kastilischen Grafen Gonzalo Téllez die in der zweiten Hälfte des 11. Jahrhunderts unter Alfons VI. vollendete Rückeroberung (reconquista) Altkastiliens, die in der Einnahme der etwa 250 Kilometer weiter südwestlich gelegenen Stadt Toledo im Jahr 1085 ihren vorläufigen Höhepunkt fand. In dieser Zeit wurde Barca von Siedlern aus dem christlichen Norden neu- oder wiederbesiedelt (repoblación).

## Sehenswürdigkeiten
- Schmuckstück des Ortes ist die über einem romanischen Vorgängerbau im 19. Jahrhundert – mit Ausnahme der Ecksteine – zur Gänze aus Bruchsteinen errichtete Pfarrkirche San Martín. Der Kirchenbau hat einen geraden Chorschluss, ein Querschiff und einen Westturm und vermittelt insgesamt einen eher mittelalterlichen Eindruck. Vom Vorgängerbau blieb lediglich das steinerne Taufbecken erhalten.
- Die etwa einen Kilometer außerhalb des Ortes stehende Ermita de la Virgen de la Solana wird von einem Glockengiebel (espadaña) überhöht.
- Die Casa palacio del Conde de Gómara stammt ursprünglich aus dem 14. Jahrhundert; sie wurde jedoch in späterer Zeit mehrfach verändert und befindet sich Privatbesitz.